# ديفيد إيفان جونز
ديفيد إيفان جونز (بالإنجليزية: David Evan Jones)‏ هو عازف بيانو وملحن أمريكي، ولد في 1946.

## وصلات خارجية
- ديفيد إيفان جونز على موقع ميوزك برينز (الإنجليزية)
- ديفيد إيفان جونز على موقع ديسكوغز (الإنجليزية)